# Мадагаскарская щитоногая черепаха
Мадагаскарская щитоногая черепаха (Erymnochelys madagascariensis) — редкий вид бокошейных черепах. Его относят к семейству Podocnemididae и иногда к пеломедузовым. Эндемик Мадагаскара.

## Внешний вид и строение
Масса мадагаскарской щитоногой черепахи более 15 кг. Панцирь овальный, довольно сильно уплощённый. Его длина до 50 см. Карапакс чёрно-коричневый, пластрон светлее. Верхняя часть головы коричневая, бока и нижняя часть жёлтые.

## Распространение и места обитания
Обитает исключительно на острове Мадагаскар. Встречается в западной и северо-западной частях острова от реки Мангуки и озера Ихотри до бассейна реки Самбирано на севере. Населяет большие реки с медленным течением, заводи, а ещё озёра и пруды. Предпочитает низины, но обнаруживалась на высоте до 800 м над уровнем моря.

## Питание и образ жизни
Едят рыбу, амфибий, моллюсков и членистоногих.
При низкой температуре могут закапываться в ил и впадать в оцепенение.

## Размножение
Яйца мадагаскарской щитоногой черепахи овальные, длиной 29—30 мм и шириной 39—42 мм. Делают кладки с июля до января, до 24 яиц в каждой. Число кладок в году неизвестно.

## Мадагаскарская щитоногая черепаха и человек
Люди активно употребляют этих черепах в пищу, а также разрушают их места обитания, поэтому местами численность вида сокращается. С 1974 вид взят под охрану.